# M.J.
M.J. war ein französischer Hersteller von Automobilen.

## Unternehmensgeschichte
Das Unternehmen aus Neuilly-sur-Seine begann 1919 mit der Produktion von Automobilen. Der Markenname lautete MJ. 1922 endete die Produktion..

## Fahrzeuge
Im Angebot standen zwei Modelle. Das kleinere Modell war ein Cyclecar. Für den Antrieb sorgte ein Zweizylindermotor mit 747 cm³ Hubraum und 12 PS Leistung. Das größere Modell (Typ B) verfügte über einen Vierzylindermotor mit 1368 cm³ Hubraum und 24 PS Leistung.
Andere Quellen berichten nicht von dem beschriebenen Cyclecar, vielmehr soll neben dem oben genannten yp B lediglich ein Typ A mit Vierzylinder-Motor und 1492 cm³ Hubraum (Bohrung × Hub 69 × 100 mm), Radstand (wie auch Typ B) 2,90 m, existiert haben. Die Fahrzeuge seien veraltet gewesen, die Produktion immer sehr gering.